# Wang Yaping
Wang Yaping, chiń. upr. 王亚平; chiń. trad. 王亞平; pinyin Wáng Yàpíng (ur. 27 stycznia 1980 w Yantai, prowincja Szantung) – druga Chinka w przestrzeni kosmicznej, pilotka wojskowa i tajkonautka.
Jest kapitanem Sił Powietrznych Chińskiej Armii Ludowo-Wyzwoleńczej. W 2010 r. została wybrana do drugiej grupy chińskich tajkonautów jako jedna z dwóch kobiet.
W 2012 r. była jedną z dwóch kandydatek do lotu statkiem Shenzhou 9 jako pierwsza chińska kosmonautka, jednak ostatecznie została dublerką Liu Yang. 11 czerwca 2013 r. wystartowała do misji Shenzhou 10 do modułu orbitalnego Tiangong 1. Misja ta zakończyła pierwszy etap chińskiego programu załogowych lotów kosmicznych.
Wang Yaping była jedną z dwu kobiet w przestrzeni kosmicznej w 50. rocznicę lotu Wostok 6 pierwszej kosmonautki w historii, Walentyny Tierieszkowej (16 czerwca 2013) – drugą była Amerykanka Karen Nyberg przebywająca na Międzynarodowej Stacji Kosmicznej w ramach Ekspedycji 36.
Stowarzyszenie Uczestników Lotów Kosmicznych (Association of Space Explorers) przyznało jej Universal Astronaut Insignia za lot orbitalny (nr 531).